# Eerste divisie (mannenhandbal) 1997/98
De eerste divisie is de op een na hoogste afdeling van het Nederlandse handbal bij de heren op landelijk niveau. In het seizoen 1997/1998 promoveerde Olympia HGL en Bevo Heldia Combinatie naar de eredivisie.
EMZ trok zich terug uit de competitie.

## Opzet
- De kampioenen promoveren rechtstreeks naar de eredivisie (mits er niet al een hogere ploeg van dezelfde vereniging in de eredivisie speelt).
- De ploegen die als een-na-laatste (elfde) en laatste (twaalfde) eindigen degraderen rechtstreeks naar de tweede divisie.

## Eerste divisie A

### Teams
| Ploeg                    | Plaats            | Provincie     | Hal                     |
| ------------------------ | ----------------- | ------------- | ----------------------- |
| Thrifty/Aalsmeer 2       | Aalsmeer          | Noord-Holland | de Bloemhof             |
| Apollo '70               | Wehl              | Gelderland    | Koningin Beatrixcentrum |
| Aristos (A)              | Amsterdam         | Noord-Holland | Aristoshal              |
| Smeeing/BDC              | Soest             | Utrecht       | Beukendal               |
| Piet Zoomers/De Gazellen | Doetinchem        | Gelderland    | de Bongerd              |
| Dalfsen                  | Dalfsen           | Overijssel    | de Trefkoele            |
| De Blinkert              | Haarlem           | Noord-Holland | de Melkerij             |
| Anova/E&O 2              | Emmen             | Drenthe       | Angelslo                |
| ESCA                     | Arnhem            | Gelderland    | Valkenhuizen            |
| HVC                      | Barger-Compascuum | Drenthe       | de Klabbe               |
| Kolping                  | Ouddorp           | Noord-Holland | de Oostwal              |
| Olympia HGL              | Hengelo           | Overijssel    | Weusthag                |

### Stand
| Pos | Club                     | Wed | Ptn | Opmerking                      |
| --- | ------------------------ | --- | --- | ------------------------------ |
| 1   | Olympia HGL              | 22  | 40  | Promotie naar eredivisie       |
| 2   | Kolping                  | 22  | 37  |                                |
| 3   | Thrifty/Aalsmeer 2       | 22  | 36  |                                |
| 4   | Piet Zoomers/De Gazellen | 22  | 27  |                                |
| 5   | Anova/E&O 2              | 22  | 26  |                                |
| 6   | De Blinkert              | 22  | 21  |                                |
| 7   | Smeeing/BDC              | 22  | 18  |                                |
| 8   | ESCA                     | 22  | 16  |                                |
| 9   | Dalfsen                  | 20  | 15  |                                |
| 10  | Apollo '70               | 22  | 13  |                                |
| 11  | Aristos (A)              | 22  | 11  |                                |
| 12  | HVC                      | 22  | 4   | Degradatie naar tweede divisie |

## Eerste divisie B

### Teams
| Ploeg                  | Plaats         | Provincie     | Hal              |
| ---------------------- | -------------- | ------------- | ---------------- |
| Atomium '61            | Rotterdam      | Zuid-Holland  | de Enk           |
| Bevo Heldia Combinatie | Panningen      | Limburg       | Piushof          |
| DES '72                | Papendrecht    | Zuid-Holland  | de Donck         |
| EDH                    | Delft          | Zuid-Holland  | Buitenhof        |
| Groene Ster            | Zevenbergen    | Noord-Brabant | Molenberg        |
| Van der Voort/Quintus  | Kwintsheul     | Zuid-Holland  | van der Voorthal |
| Saturnus Leiden        | Leiden         | Zuid-Holland  | 5-Meihal         |
| Saturnus '72           | Ridderkerk     | Zuid-Holland  | de Fakkel        |
| UDSV                   | Utrecht        | Utrecht       | de Dreef         |
| White Demons           | Berkel-Enschot | Noord-Brabant | 't Ruiven        |
| Winkelinr./WIK         | Vlaardingen    | Zuid-Holland  | Westwijk         |

### Stand
| Pos | Club                   | Wed | Ptn | Opmerking                |
| --- | ---------------------- | --- | --- | ------------------------ |
| 1   | Bevo Heldia Combinatie | 20  | 38  | Promotie naar eredivisie |
| 2   | Van der Voort/Quintus  | 20  | 32  |                          |
| 3   | Saturnus '72           | 20  | 28  |                          |
| 4   | Winkelinr./WIK         | 20  | 24  |                          |
| 5   | UDSV                   | 20  | 20  |                          |
| 6   | Atomium '61            | 20  | 19  |                          |
| 7   | White Demons           | 20  | 15  |                          |
| 8   | Saturnus Leiden        | 20  | 15  |                          |
| 9   | EDH                    | 20  | 13  |                          |
| 10  | DES '72                | 20  | 11  |                          |
| 11  | Groene Ster            | 20  | 5   |                          |